# Felix von Merveldt
Felix Friedrich comte von Merveldt (né le 28 octobre 1862 à Salzkotten et mort le 21 octobre 1926 à Münster) est un fonctionnaire et homme politique allemand (DNVP).

## Biographie
Felix von Merveldt  est issu de la famille noble westphalienne Merveldt (de) du Münsterland. Son frère est le peintre Paul von Merveldt (de).
Dans sa jeunesse, il étudie au lycée de Münster. Après avoir obtenu son diplôme d'études secondaires, il étudie le droit à l'Université de Göttingen (1883-1884) et à l'Université de Leipzig (1886). Après le premier examen d'État, qu'il réussit à Celle en 1886, Merveldt se lance dans une carrière administrative. Il passe le deuxième examen d'État en 1891.
Après une brève activité d'ouvrier non qualifié pour l'administrateur du district de Lingen, Merveldt travaille de décembre 1891 à juillet 1893 en tant qu'assistant du chef de la police et chef adjoint de la police à Magdebourg . De juillet 1893 à mai 1894, Merveldt est d'abord administrateur provisoire de l'arrondissement de Recklinghausen, puis administrateur de district en mai 1894. En 1895, il se marie. De 1897 à 1919, Merveldt siège au parlement provincial de Westphalie (de). En tant qu'administrateur d'arrondissement, il contribue à la création de la société Elektrizitätswerk Westfalen AG (de), des usines de distribution d'eau de la zone houillère du nord de la Westphalie AG et de l'usine de Mülheim.
Merveldt gagne également sa vie en créant des instituts et des entreprises de formation agricole, le bureau public d'enquête chimique, l'école de police et le premier foyer pour enfants du quartier.
Le 1er décembre 1913, Merveldt est nommé président du district de Münster, qu'il occupe jusqu'en juillet 1922. Lorsqu'il résiste à la création d'écoles laïques dans son district gouvernemental, il est licencié pour des motifs disciplinaires. D'août à fin novembre 1914, dans la phase initiale de la Première Guerre mondiale, Merveldt dirige temporairement l'administration allemande de la partie russe de la Pologne qui passe sous contrôle allemand. Au cours de la guerre, Merveldt assume des tâches de commissaire d'État chargé des questions de nutrition pour les provinces de Westphalie, de Rhénanie et de Hesse-Nassau ainsi que de président de l'Association du commerce du bétail de Westphalie, de l'agence provinciale de la viande et de la graisse et de la pomme de terre provinciale.
Après la fin de la guerre, Merveldt rejoint le Parti populaire national allemand (DNVP). Lors de l'élection du Reichstag de mai 1924, il est élu député. Après sa réélection en décembre 1924, il est député jusqu'à sa mort en octobre 1926. Le mandat de Merveldt est alors exercé par Ewald Sauer (de) jusqu'à la fin du mandat électoral en mai 1928.
Merveldt est également membre adjoint du conseil des chemins de fer de l'État de Hanovre et commissaire du ministre des Arts, des Sciences et de l'Éducation nationale ainsi que président du bureau d'examen pour les économistes diplômés de l'Université de Münster. De 1919 à 1920, Merveldt donne également des conférences sur les questions économiques dans cette université. Il est membre adjoint du Comité provincial de Westphalie pendant plusieurs années.
L'Auguste-Victoria-Haus à Marl-Hüls et la Kreishaus am Herzogswall à Recklinghausen, qui sont construites sous son égide en tant qu'administrateur de district, existent encore aujourd'hui tout autant que la Merveldtstrasse à Marl et Recklinghausen.